# Max Sillig

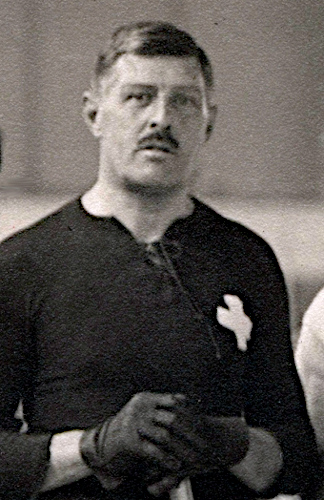
Max Sillig (1920)

Max Sillig (* 19. November 1873 in La Tour-de-Peilz; † 15. November 1959 in Lausanne) war ein Schweizer Eishockeyspieler und -funktionär.

## Karriere
Max Sillig war Direktor einer Privatschule in Vevey und spielte Eishockey für CP Lausanne, den HC Bellerive Vevey, den SC Leysin und den HC Les Avants. Er gehörte darüber hinaus zu den Mitbegründer des Schweizer Eishockeyverbands und war erster Präsident dieser Organisation. Sillig nahm für die Schweizer Eishockeynationalmannschaft an den Europameisterschaften 1910 und 1911. Es folgten Einsätze bei der LIHG-Meisterschaft 1912 und 1913.
1920 nahm er mit dem Nationalteam an den Olympischen Sommerspielen in Antwerpen teil. Von 1920 bis 1922 war er zudem Präsident der Internationalen Eishockey-Föderation IIHF. In den Beginn seiner Amtszeit fiel die erste inoffizielle Eishockey-Weltmeisterschaft (23. bis 29. April 1920), die gleichzeitig die Eishockeywettbewerbe der Olympischen Spiele 1920 waren.